# J・G・A・ポーコック
ジョン・グレヴィル・アガード・ポーコック（John Greville Agard Pocock、1924年3月7日 - 2023年12月12日）は、イギリス出身の歴史家、政治学者。ケンブリッジ学派の一人。専門は共和主義の歴史、歴史叙述をめぐる政治思想史、思想史の方法論。

## 人物
1924年ロンドンに生まれる。青少年期をニュージーランドで過ごし、カンタベリー大学にて修士号を取得。1948年ケンブリッジ大学に留学し、ハーバート・バターフィールドの下で研究を行い、1952年に博士号取得。オタゴ大学講師、カンタベリー大学上級講師、セントルイス・ワシントン大学教授を経て、1974年からジョンズ・ホプキンス大学歴史学部教授。のち同大学名誉教授。2023年12月12日にボルチモアで逝去、99歳没。

## 著書

### 単著
- The Ancient Constitution and the Feudal Law: A Study of English Historical Thought in the Seventeenth Century, (Cambridge University Press, 1957).
- Politics, Language, and Time: Essays on Political Thought and History, (Atheneum, 1971).
- The Machiavellian Moment: Florentine Political Thought and the Atlantic Republican Tradition, (Princeton University Press, 1975, 2nd ed., 2003).

『マキァヴェリアン・モーメント : フィレンツェの政治思想と大西洋圏の共和主義の伝統』（田中秀夫・奥田敬・森岡邦泰訳、名古屋大学出版会, 2008年）
- Virtue, Commerce, and History: Essays on Political Thought and History, Chiefly in the Eighteenth Century, (Cambridge University Press, 1985).

『徳・商業・歴史』（田中秀夫訳、みすず書房, 1993年）
- Barbarism and Religion, vol. 1: the Enlightenments of Edward Gibbon, 1737-1764, (Cambridge University Press, 1999).

『野蛮と宗教 I : エドワード・ギボンの啓蒙』（田中秀夫訳、名古屋大学出版会, 2021年）
- Barbarism and Religion, vol. 2: Narratives of Civil Government, (Cambridge University Press, 1999).

『野蛮と宗教 II : 市民的統治の物語』（田中秀夫訳、名古屋大学出版会, 2022年）
- Barbarism and Religion, vol. 3: the First Decline and Fall, (Cambridge University Press, 2003).
- Barbarism and Religion, vol. 4: Barbarians, Savages and Empires, (Cambridge University Press, 2005).
- The Discovery of Islands: Essays in British History, (Cambridge University Press, 2005).

『島々の発見 : 「新しいブリテン史」と政治思想』（犬塚元監訳、名古屋大学出版会, 2013年）

### 編著
- The Political Works of James Harrington, (Cambridge University Press, 1977).
- Three British Revolutions, 1641, 1688, 1776, (Princeton University Press, 1980).
- The Varieties of British Political Thought, 1500-1800, (Cambridge University Press, 1993).

### 共編著
- Conceptual Change and the Constitution, co-edited with Terence Ball, (University Press of Kansas, 1988).

## 関連文献
- 中島隆博「J・G・A・ポーコックと古代中国哲学」『残響の中国哲学 言語と政治 増補版』東京大学出版会、2022年（原著2007年）。ISBN 978-4-13-010154-7。
- 半澤孝麿『回想のケンブリッジ』みすず書房、2019年。ISBN 978-4-622-08808-0。
- 『思想』岩波書店（2008年3月号、2017年5月号、2019年7月号）